# Tanypteryx pryeri
Tanypteryx pryeri är en trollsländeart som först beskrevs av Selys 1889.  Tanypteryx pryeri ingår i släktet Tanypteryx och familjen Petaluridae. Inga underarter finns listade i Catalogue of Life.

## Bildgalleri

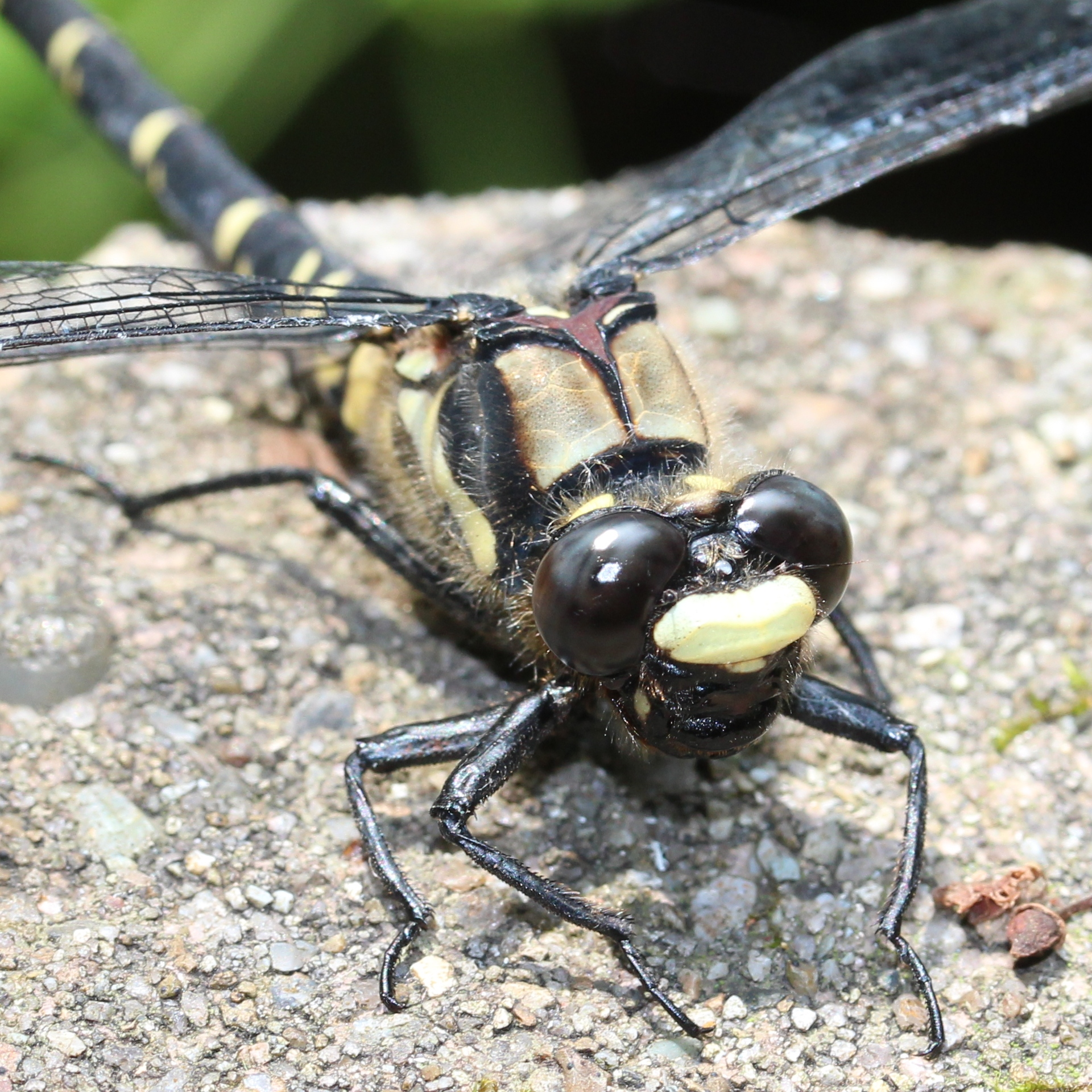
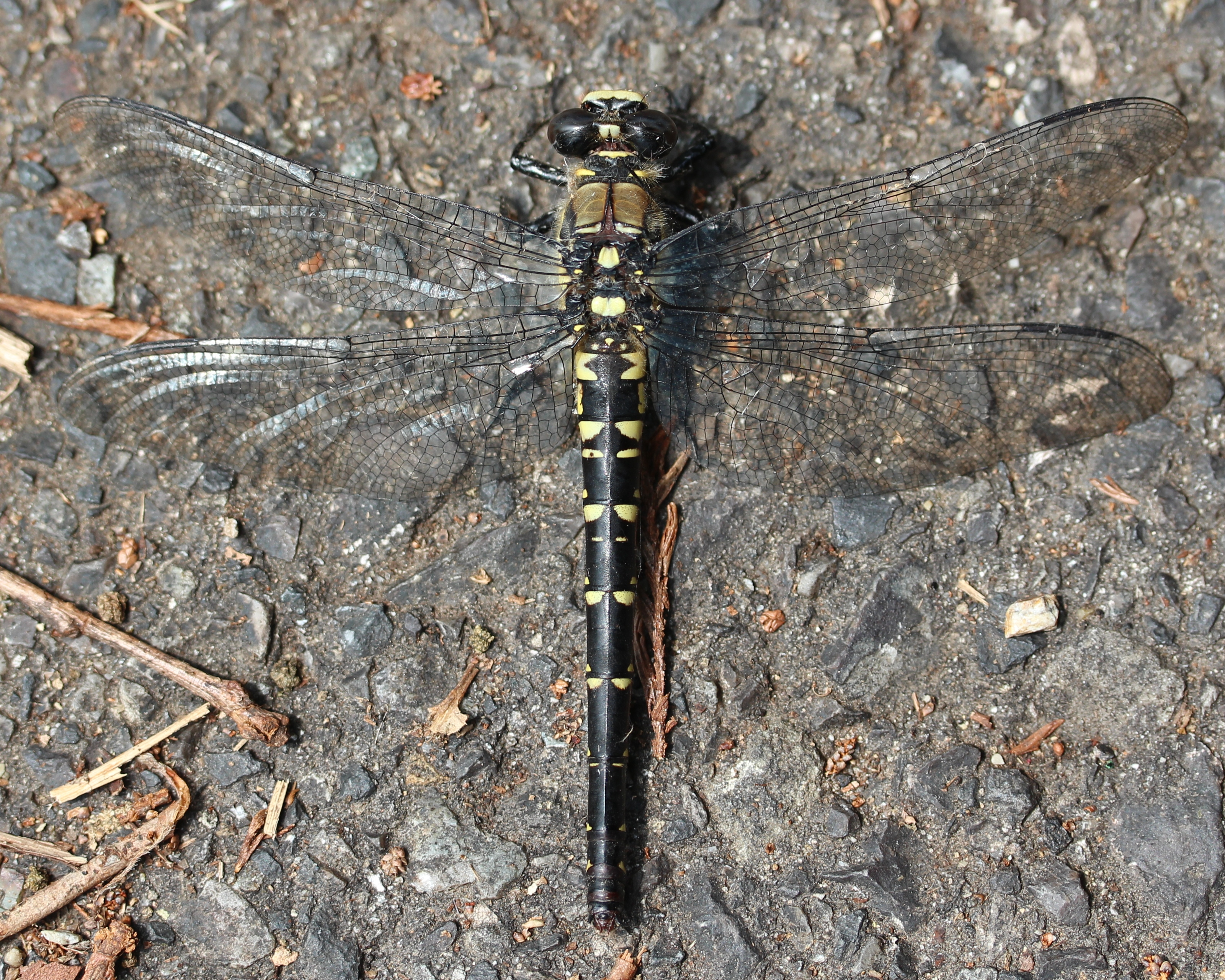